# Eccleston (Merseyside)
Pour les articles homonymes, voir Eccleston.
Eccleston est une paroisse civile et un village du Merseyside, en Angleterre.